# Pompeu Fabra
Pompeu Fabra i Poch (Gracia, 20 de febrero de 1868-Prades, 25 de diciembre de 1948) fue un ingeniero industrial y gramático español, conocido por haber establecido la normativa moderna de la lengua catalana.

## Biografía
Nació en 1868 en el barrio de la Salud de Gracia, donde transcurrió su infancia. Hoy, dicha villa forma parte de la ciudad de Barcelona. Fabra era el menor de doce hermanos, de los que solo dos llegaron a la edad adulta. Cumplió cinco años el mismo año en el que fue proclamada la Primera República española (1873) y, entonces, su padre fue elegido alcalde de Gracia. Con seis años de edad, la familia se trasladó a Barcelona, y a pesar de que se fue muy joven, siempre sintió cierto cariño hacia su lugar de origen.
Fabra cursó estudios de ingeniería industrial, que fue alternando progresivamente con un fuerte interés hacia la filología, que iba aprendiendo de manera autodidacta. En 1902 ganó por oposición la cátedra de química de la Escuela de Ingenieros de Bilbao, ciudad en la cual vivió continuamente hasta 1912.
En 1912, publica en castellano la obra Gramática de la lengua catalana, que fija los cimientos y límites de los siguientes trabajos gramaticales sobre el catalán, de acuerdo con las tendencias más innovadoras de la lingüística en Europa. Ya en Barcelona, con la Gramàtica catalana (1918), obra basada en la anterior pero de carácter estrictamente normativo, se inicia la etapa más fecunda de los trabajos filológicos de Fabra. La gramática fue adoptada como normativa oficial por el Instituto de Estudios Catalanes, que previamente, en 1913, había publicado las Normas Ortográficas, elaboradas principalmente por Pompeu Fabra. Las Converses filològiques (1924), una colección de artículos breves que plantean y resuelven las dudas idiomáticas más frecuentes, responden al anhelo de Fabra por divulgar sus reflexiones lingüísticas.

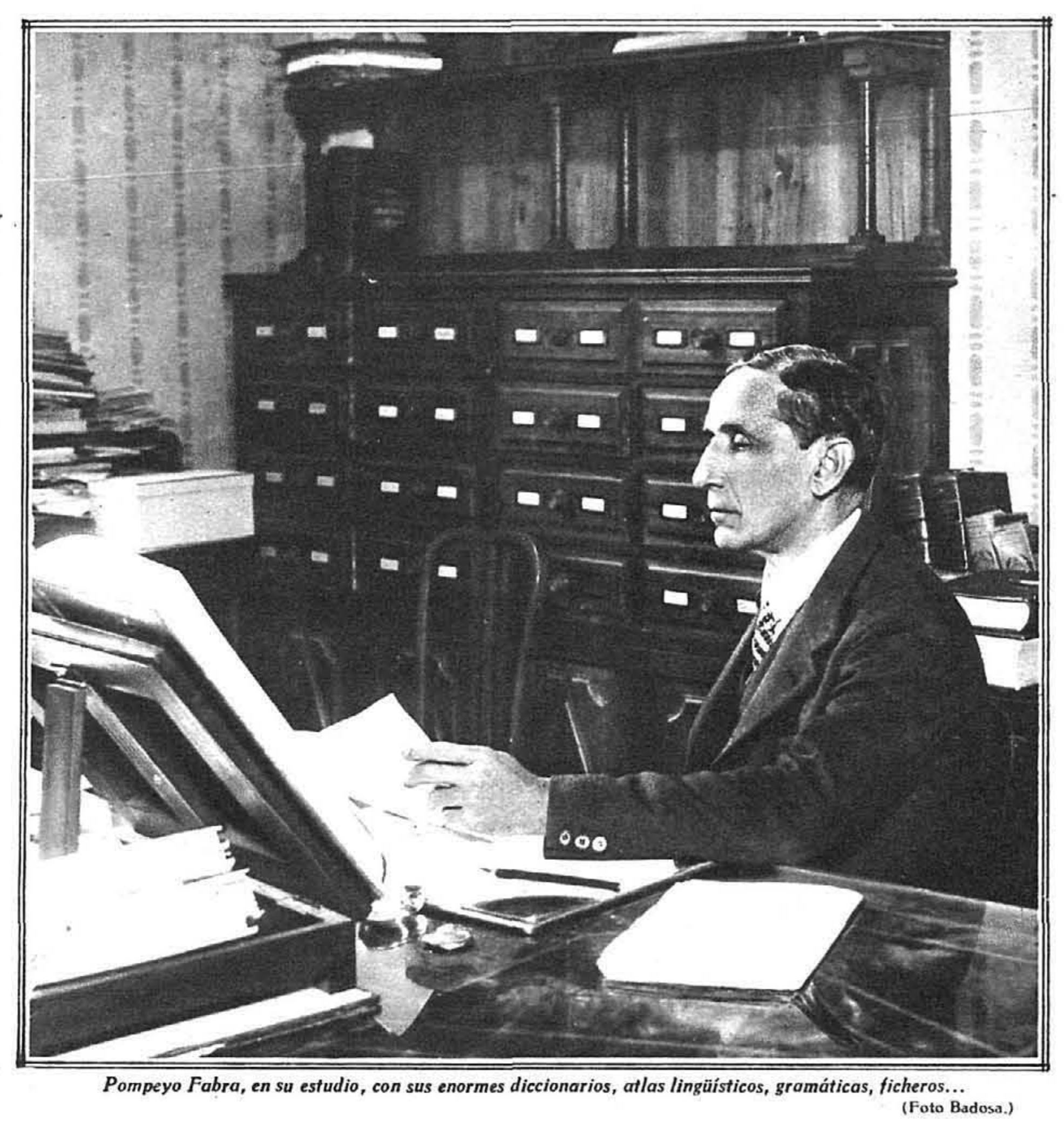
Pompeu Fabra en su estudio (Estampa, 1928)

En 1932, Fabra accedió directamente, por razón de su prestigio, a la cátedra de lengua catalana de la Universidad de Barcelona, con lo que por primera vez entraba esta lengua oficialmente en el ámbito universitario. También en 1932 publicó el Diccionari general de la llengua catalana, y en 1935 la quinta edición de su Gramàtica catalana.Curs mitjà, un manual para uso escolar (reeditado en 1968 con el título de Introducció a la gramàtica catalana).
Fue uno de los firmatarios del manifiesto «Per la conservació de la raça catalana» («Por la conservación de la raza catalana») publicado en 1934. Este manifiesto proponía que «biólogos, higienistas, antropólogos, historiadores, demógrafos, economistas, sociólogos y juristas» colaborasen «en esta labor humanitaria y patriótica de asentar las bases científicas de una política catalana de población». Estas propuestas formaban parte de las corrientes eugenésicas de la época que dieron lugar al Primer Curso Eugénico Español (1928) o al I Simposio de Eugenesia Española (1933), clausurado por Azaña y al cual asistieron personajes como Fernando de los Ríos, Roberto Novoa Santos, Gregorio Marañón, Ramón J. Sénder, Gonzalo Rodríguez Lafora, Luis Jiménez de Asúa, Hildegart Rodríguez Carballeira, Federico García Lorca y Rafael Alberti.
El diccionario de 1932 (conocido popularmente como el Fabra) fue pensado como esbozo de un futuro diccionario oficial que publicaría el Institut d'Estudis Catalans. Los criterios que presidieron su creación fueron:
1. La exclusión de arcaísmos y dialectalismos de difícil admisión por los hablantes.
2. El rechazo de términos procedentes de otras lenguas que sustituyeran palabras propias del catalán o imposibilitaran la creación de términos nuevos.
3. La incorporación de palabras técnicas de origen grecolatino o del acervo universal, adaptándolas a las características de la lengua catalana.

Fabra fue un gran aficionado al excursionismo —fue socio del Centro Excursionista de Cataluña—, además de desarrollar una destacable trayectoria como dirigente deportivo: tras haber formado parte de la sección de tenis del Fútbol Club Barcelona, fundó su propio club, el Badalona Lawn Tennis. De 1927 a 1935 fue presidente de la Associació de Lawn Tennis, embrión de la actual Federación Catalana de Tenis. Durante la Segunda República fue el máximo responsable del deporte catalán, como primer presidente de la Unión Catalana de Federaciones Deportivas.
Al final de la Guerra Civil se exilió en Francia —cruzó la frontera el 31 de enero de 1939— y se instaló en la localidad de Prades, cerca de los Pirineos, donde falleció.

## Dirigente deportivo
Fabra estuvo ligado durante toda la vida a lo que se llamaba excursionismo científico, y fue socio del Centro Excursionista de Cataluña a partir del 1891. Hacía excursiones alrededor de la geografía catalana y también estancias en campamentos estivales en los Pirineos, con ascensiones a los picos más notables. Fue elegido presidente de la Asociació de Lawn Tennis (hoy en día Federació Catalana de Tennis) y después fue el primer presidente de la Unió Catalana de Federacions Esportives. Además, formó parte de la sección de tenis del FC Barcelona. Fabra consideraba el deporte indispensable para la formación de la persona y la articulación de la nación. Solía jugar al tenis en las pistas de la fábrica Cros, en Badalona, con su hija Carola.
En un reportaje habla sobre la importancia del tenis en Cataluña, y dice que «el tenis tiene hoy mucha importancia en Cataluña. Es, nuestra tierra, uno de los focos principales de la Península. Los otros están en Madrid, el País Vasco, Huelva y ahora, comienza a cultivarse en otras ciudades. El tenis en Cataluña ha alcanzado un grado remarcable de importancia y de prestigio, no sólo por el aumento en el número de gente que lo practica, sino por la calidad excelente de muchos jugadores, calidad que sobrepasa la de los mejores de otros lugares mencionados».
Por tanto, con la presidencia de la Unió Catalana de Federacions Esportives, Fabra se convirtió en el máximo dirigente del deporte catalán durante los años de la República, hasta que cesaron su actividad cuando se declaró la Guerra Civil.

## Homenajes

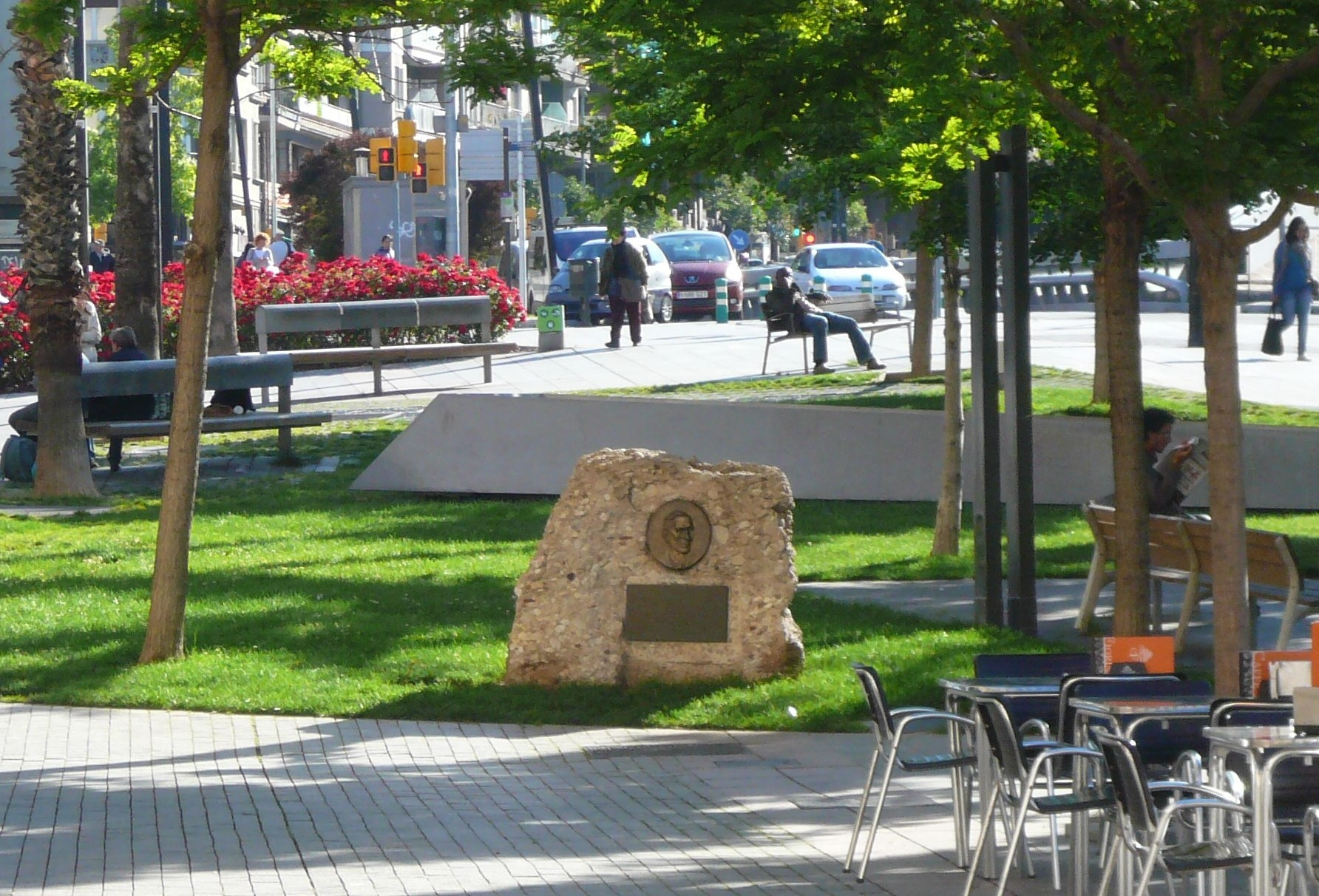
Monolito de homenaje a Pompeu Fabra en la plaza de Lesseps en Barcelona.

Pompeu Fabra i Poch fue un hombre de gran prestigio y popularidad en Cataluña. Entre 1931 y 1936 fue objeto de muchos homenajes, siendo nombrado catedrático de la Universidad de Barcelona en 1932, doctor honoris causa por la Universidad de Toulouse y presidente honorario de la Sociedad Catalana de Estudios Históricos. Presidió también los Juegos Florales de Montpellier (1946). En 1980 se puso su nombre a una vía del barrio de La Salud, en Barcelona, donde había nacido y pasó su infancia. El 18 de junio de 1990 se creó la Universidad Pompeu Fabra, de Barcelona, que lleva su nombre. También se hizo la parada de metro Pompeu Fabra en Badalona.

## Críticas
Aunque la gramática y ortografía del catalán moderno de Pompeu Fabra y el Institut d'Estudis Catalans fue en general aceptada en Cataluña, varios estudiosos del idioma y escritores se mostraron contrarios a la misma. Por ejemplo, Antoni Maria Alcover, autor del Diccionari català-valencià-balear, afirmó que Fabra había sido uno de los gramáticos más funestos que había tenido jamás la lengua catalana, que había pretendido imponer una ortografía exótica y que había creado un estado de violencia entre los estudiosos del catalán, haciendo de la lengua una bandera de separatismo y de odio contra España. El escritor y bibliófilo Ramón Miquel y Planas llegó a calificar a Fabra de «gran mogol filológico», «dictador en materias lingüísticas en Cataluña» y «maldito reventador de lenguas», afirmando en 1918 que Cataluña nunca antes había sido víctima «de una tiranía tan odiosa como la que hoy ejercen nuestros gramáticos puestos al servicio de Fabra».
Otros escritores, entre ellos figuras destacadas de la Renaixensa como Francesch Matheu, Francesch Carreras y Candi, Jaume Collell y Bancells y Josep Pin y Soler, se opusieron asimismo a la reforma fabriana por considerarla un ataque contra la verdadera lengua catalana, ataque que bautizaron como «Decreto de Nueva Planta Lingüística».

## Obras
- Ensayo de gramática del catalán moderno (1891)
- Contribució a la gramàtica de la llengua catalana (1898)
- Tractat d' ortografia catalana (1904)
- Qüestions de gramàtica catalana (1911)
- Gramática de la lengua catalana (1912)
- Gramàtica catalana (1918)
- Converses filològiques (1924)
- La coordinació i la subordinació en els documents de la cancilleria catalana durant el segle XIV (1926)
- Diccionari ortogràfic abreujat (1926)
- La conjugació dels verbs en català (1927)
- Diccionari ortogràfic: precedit d'una exposició de l'ortografia catalana (1931)
- Diccionari general de la llengua catalana (1932)
- El català literari (1932)
- Curs mitjà de gramàtica catalana (1932)